# Druivenstreek
De Druivenstreek is een streek in de Belgische provincie Vlaams-Brabant en maakt deel uit van de Groene Gordel. De Druivenstreek ontleent haar naam aan de teelt van druiven in het gebied. Ze wordt gerekend tot het Regionaal Landschap Dijleland.
De ligging is ten zuidoosten van Brussel. Traditioneel rekent men tot deze streek de gemeenten Hoeilaart, Huldenberg, Overijse en Tervuren. Deze vier gemeenten vormen samen met Bertem het intergemeentelijk samenwerkingsverband "Vrijetijdsregio Druivenstreek". Hoeilaart en Overijse vormen samen de politiezone Druivenstreek. De eerstelijnszone Druivenstreek is bevoegd voor de gemeenten Hoeilaart, Kraainem, Overijse, Tervuren, Wezembeek-Oppem en Zaventem.
Over de taalgrens heen moet ook de gemeente Terhulpen vermeld worden waar enkele serres anno 2013 nog actief zijn en waar sinds 1912 de "Tuinbouwschool van de provincie Brabant" staat, al is het nu in Waals-Brabant. In de serres van die school worden wereldberoemde wijnstokken van de streek zorgvuldig op punt gesteld en bewaard.